# Akebia
Akebia es un género con 5 especies aceptadas de plantas de flores perteneciente a la familia Lardizabalaceae. El nombre científico de  akebia, es una latinización  del nombre japonés para la especie Akebia quinata: akebi (通草?). Conocida popularmente como  planta del chocolate, y cultivada por los jardineros como planta ornamental trepadora.
Las flores de color púrpura o rojo se producen en racimos y tienen un suave olor a chocolate. Sus frutos son comestibles. Las dos especies han sido cultivadas con algunas variedades, algunas de las cuales tienen las flores blancas.
- Akebia chingshuiensis T. Shimizu, nativa de Taiwán
- Akebia longiracemosa Matsumura, nativa de China y Taiwán
- Akebia quinata (Houtt.) Decne.
- Akebia × pentaphylla (Makino) Makino (Akebia trifoliata × Akebia quinata)
- Akebia trifoliata (Thunb.) Koidz.
  - Akebia trifoliata australis (Diels) T. Shimizu
  - Akebia trifoliata longisepala H.N. Qin
  - Akebia trifoliata trifoliata